# Сан Бенедето По
Сан Бенедѐто П̀о (на италиански: San Benedetto Po, на местен диалект: San Banadet, Сан Банадет) е градче и община в Северна Италия, провинция Мантуа, регион Ломбардия. Разположено е на 19 m надморска височина. Населението на общината е 7486 души (към 2014 г.).